# 扎库茨科耶农村居民点
扎库茨科耶农村居民点（俄语：Закутчанское сельское поселение）是俄罗斯联邦别尔哥罗德州韦伊杰列夫卡区所属的一个农村居民点。其下辖有8个居民点，行政中心为扎库茨科耶。据2016年统计，该农村居民点的人口为1173人。